# Воля-Пацинська
Воля-Пацинська (пол. Wola Pacyńska) — село в Польщі, у гміні Пацина Ґостинінського повіту Мазовецького воєводства.
Населення — 57 осіб (2011).
У 1975-1998 роках село належало до Плоцького воєводства.

## Демографія
Демографічна структура станом на 31 березня 2011 року:
|          | Загалом | Допрацездатний вік | Працездатний вік | Постпрацездатний вік |
| -------- | ------- | ------------------ | ---------------- | -------------------- |
| Чоловіки | 27      | 4                  | 17               | 6                    |
| Жінки    | 30      | 5                  | 15               | 10                   |
| Разом    | 57      | 9                  | 32               | 16                   |